# 북이도서관
북이도서관은 전라남도 장성군 북이면 소재의 도서관이다.

## 연혁
- 2014년 3월 26일 개관.

## 시설현황
- 1층: 구연동화실, 수유실, 어린이자료실, 사무실, 종합자료실, 서고, 문화교실

## 이용 안내
이용 시간
- 자료실: 09:00 ~ 19:00
- 열람실: 09:00 ~ 22:00

휴관일
- 매주 금요일
- 관공서의 공휴일에 관한 규정」에서 정한 공휴일(단, 1월 1일과 설·추석연휴 기간을 제외한 공휴일이 토·일요일인 경우에는 개관)
- 시설의 보수 및 점검, 그 밖의 사유로 군수가 필요하다고 인정하는 경우